# Кефирный гриб

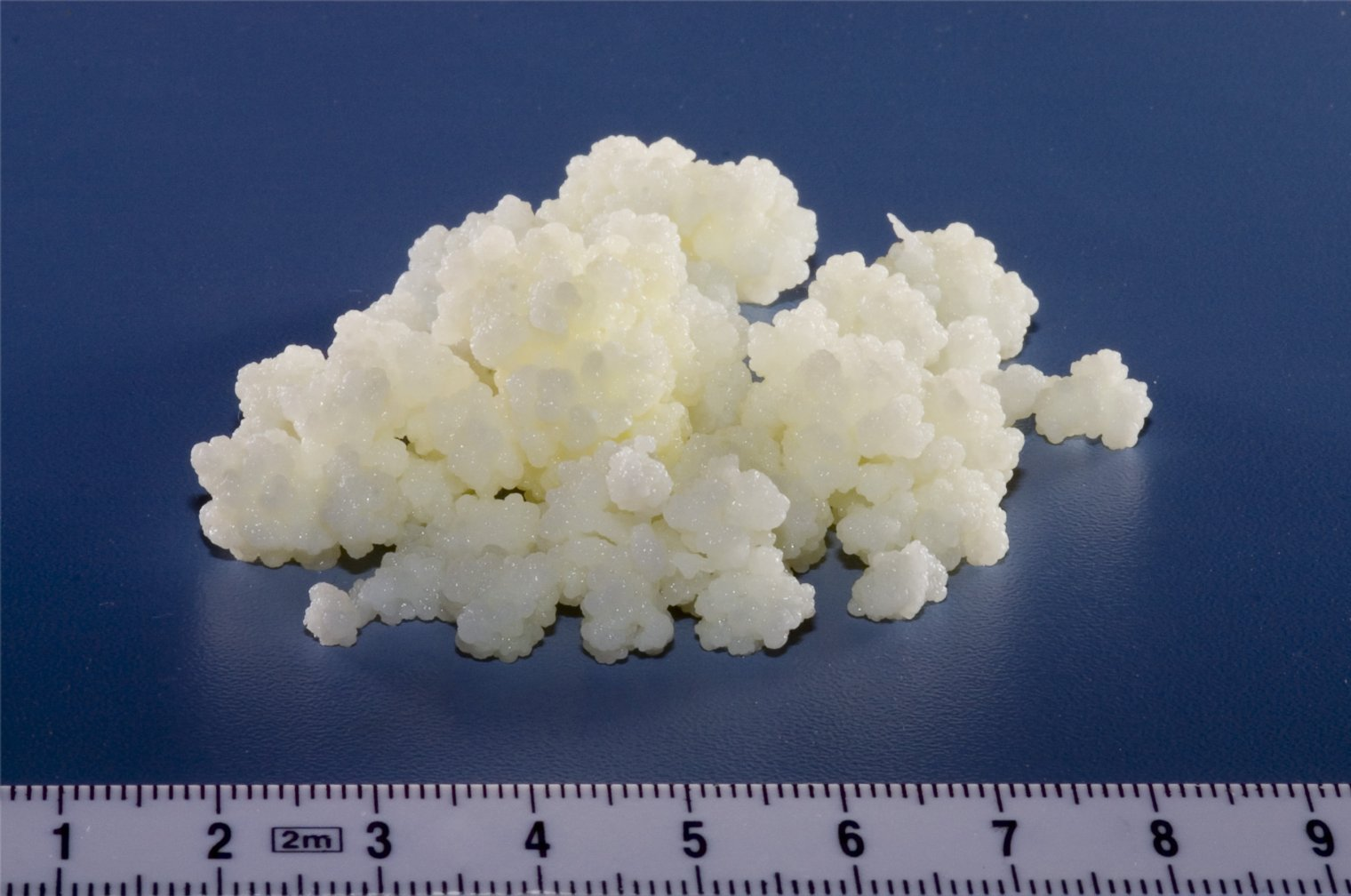
Молочный грибок представляет собой шарообразное тело белого цвета диаметром 1,5—3 мм, в зрелом состоянии достигает 4 см в диаметре

Кефирные (молочные) грибки — симбиотические группы бактерий и микроорганизмов рода Зооглея (Zoogloea), используемые для получения кефира. Кефирный гриб представляет собой однородную массу белого цвета диаметром 5-6 мм в начальном периоде развития и 40-50 мм — в конце периода перед делением. В кефирных грибках описано наличие более 20 видов молочнокислых бактерий разных родов, более 10 родов и видов дрожжей, 2 вида уксуснокислых бактерий.

## Тибетский гриб
Кефир, получающийся в результате жизнедеятельности тибетского гриба, является продуктом одновременно и молочнокислого, и спиртового брожения. Кефир, образованный тибетским грибом, богат витаминами (А, В1, В2, В6, В12, D, РР), неорганическими и органическими веществами (Ca, Fe, I, Zn, спирт, фолиевая кислота, ферменты, белки, полисaхариды).
В России тибетский кефирный гриб начали использовать в XIX веке.